# 56 Мелета
56 Мелета — астероїд головного поясу, відкритий 9 вересня 1857 року.
Тіссеранів параметр щодо Юпітера — 3,363.